# Kongregáció (kolostoregyesület)
A kongregáció a keresztény szerzetességen belül a római katolikus egyház független kolostorainak szövetsége.
A kánonjog monasztikus kongregációról beszél (620. kánon), ami több önálló monostorból alakult szervezeti egység, vagy szerzetesi kongregációról (360. kánon).

## Bencés kongregációk
A legnagyobb kongregációs rendszer a bencések között létezik. Ez általában a bencés apátságok társulása.
A középkor elején Szt. Benedek monostorai sokáig függetlenek voltak egymástól. A ciszterciek, majd a koldulórendek megjelenése eredményezett szorosabb struktúrákat. A Benedek regulája szerint élő monostorok, kisebb-nagyobb számban és különféle ismérvek alapján kongregációkba tömörültek, megőrizve ugyanakkor autonómiájukat. A társulások élén általában egy apát vagy főapát állt.
1893-ban létrejött a Bencés Konföderáció, amely a különben önálló bencés kongregációkat fogja össze. Ennek élén a Rómában székelő apátprímás áll.